# Социальный рабочий стол

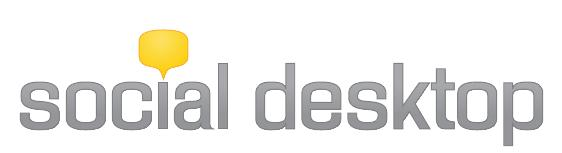
Официальный логотип проекта

Социальный рабочий стол — концепция, описывающая, как онлайн-коммуникации и совместная работа могут быть интегрированы в среду рабочего стола.
Основная идея этой концепции — упростить общение между пользователями. Выделяют следующие четыре основных направления:
- Новый метод формирования социальных сетей;
- Система онлайн-коммуникаций и поиска в интернете;
- Совместный доступ и работа над документами;
- Справочная служба и интерфейс для разработки ПО.

Таким образом, социальный рабочий стол позволит проявлять активность в социальных сетях, общаться и искать в интернете даже не запуская браузер и не пользуясь единым порталом.
Впервые идея была представлена Frank Karlitschek в 2008 году.

## Реализация
Механизм основан на присвоении каждом файлу URL.
В данный момент существуют реализации идеи в рамках проектов GNOME и KDE.
GNOME включает в себя утилиту микроблогинга Gwibber, а также интернет-пейджер Empathy, основанный на фреймворке Telepathy, создатели которого надеются, что их продукт будет использован в рамках проекта Социальный рабочий стол.
KDE, начиная с версии 4.3, включает в себя Open Collaboration Services, API, разработанное в рамках проекта openDesktop.org.
Так же в этом направлении работает компания Microsoft.